# Kersey Upland

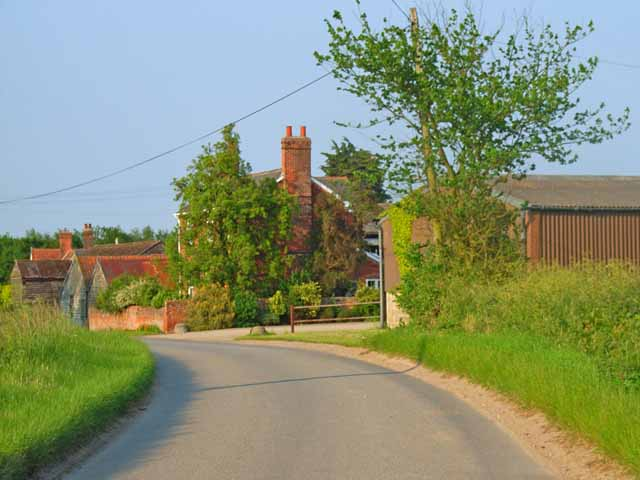

Kersey Upland är en by (hamlet) i Kersey, Babergh, Suffolk, England, nära Hadleigh Heath. Den har 4 kulturmärkta byggnader, inklusive Boxford Road Farmhouse, Hart's Cottage, Sampson's Hall, The Forge och West Sampson's Hall.